# Daniel Kelly (lekkoatleta)
Daniel Joseph „Dan” Kelly (ur. 1 września 1883 w Pueblo, zm. 9 kwietnia 1920 w Fernie, w prowincji Kolumbia Brytyjska) – amerykański lekkoatleta specjalizujący się w skoku w dal oraz biegach sprinterskich, uczestnik letnich igrzysk olimpijskich w Londynie (1908), srebrny medalista olimpijski w skoku w dal.

## Sukcesy sportowe
- mistrz (1907) oraz wicemistrz (1905) Stanów Zjednoczonych w skoku w dal[1]

| Rok  | Miasto | Zawody               | Konkurencja | Wynik         |
| ---- | ------ | -------------------- | ----------- | ------------- |
| 1908 | Londyn | Igrzyska olimpijskie | skok w dal  | srebrny medal |

## Rekordy życiowe
- bieg na 100 jardów – 9,6 (1906)
- bieg na 200 jardów – 21,6 (1906)
- skok w dal – 7,37 (1906)